# 東大阪市立盾津東中学校
東大阪市立盾津東中学校（ひがしおおさかしりつ たてつひがしちゅうがっこう）は、大阪府東大阪市川田三丁目にある公立中学校。

## 沿革
- 1978年2月14日 - 校章・制服制定。
- 1978年4月1日 - 東大阪市立盾津東中学校として発足。
- 1979年5月24日 - 体育館落成。
- 1979年8月18日 - 校歌制定。
- 1980年7月1日 - プール竣工。

## 通学区域
- 東大阪市立北宮小学校と東大阪市立加納小学校の通学区域。

## 交通
- 近鉄けいはんな線 吉田駅 北へ約1.3km。

## 著名な出身者
- 中谷一馬（衆議院議員）[1]